# حمام أخضر كبير
حمام أخضر كبير (الاسم العلمي: Treron capellei) هو نوع من فصيلة حماميات.